# Камилов, Азизжон Якубжанович
Азизжон Камилов (узб: Комилов Азизжон, анг: Azizjon Kamilov родился 19 июня 1984 года) — спортивный администратор Узбекистана, в 2018 году был избран президентом Федерации дзюдо Узбекистана, а с 2019 года является вице-президентом Национального олимпийского комитета Узбекистана.

## Биография
Азизжон Камилов родился в Ташкенте, Узбекистан, 19 июня 1984 года. Окончил 103 школу и Ташкентский государственный юридический институт в 2004 году. Юрист по профессии. В 2018 году он начал свою спортивную карьеру в качестве руководителя, заняв пост председателя Федерации дзюдо Узбекистана.

## Карьера
- 2001—2007 — Ташкентский государственный юридический университет
- 2006—2007 — адвокатское бюро «АЛЬМ — Фельдманс», юрист
- 2008—2009 — аудиторская компания AJ «KPMG», московский офис, ведущий специалист
- 2009—2013 — «Shanghai Epay Info Tech Co., Ltd», коммерческий директор, член правления
- 2014—2017 — генеральный директор «Нью Филд Инк»
- 2018 — по настоящее время — основатель «Байкал»
- 2018 — по настоящее время — председатель Федерации дзюдо Узбекистана
- 2019 — по настоящее время — вице-президент (заместитель председателя) Национального олимпийского комитета Национального олимпийского комитета Узбекистана[6]

## Награды
- Орден «Мехнат шухрати» (24 августа 2024 года) — за достижение высоких результатов в повышении интеллектуального и духовного потенциала нашего народа, развитии сфер образования, здравоохранения, литературы, культуры, искусства и средств массовой информации, большой вклад в обеспечение прогресса страны, укрепление мира, согласия и социальной стабильности в обществе, воспитание здорового и гармонично развитого молодого поколения в духе благородных идеалов, а также активную общественную деятельность[7]